# Winand Rossi
Johann Winand Josef Rossi († 16. November 1866) war von 1823 bis zum 15. September 1866 Bürgermeister von Schlebusch. Sein Amt führte er vom Ortsteil Fettehenne aus.
Zu seinen Verdiensten zählt unter anderem der Wiederaufbau der 1864 abgerissenen Gezelinkapelle. Unter seinem Vorsitz wurde ein Komitee gegründet, das Spenden für deren Rekonstruktion sammelte.
Nach über 40 Jahren Dienstzeit trat Rossi 1866 vom Amt des Bürgermeisters zurück. Nachfolger wurde Franz Joseph Wirtz.
In Erinnerung an die Verdienste Rossis wurde im Südosten von Schlebusch eine Straße nach ihm benannt.